# Switanok (obwód chersoński)
Switanok (ukr. Світанок, do 2016 Żowtnewe, ukr. Жовтневе) – osiedle na Ukrainie, w obwodzie chersońskim, w rejonie skadowskim, w hromadzie Dołmatiwka. W 2001 liczyło 347 mieszkańców, spośród których 318 wskazało jako ojczysty język ukraiński, 21 rosyjski, a 8 mołdawski.